# كأس إيطاليا 1961–62
كأس إيطاليا 1961–62 (بالإيطالية: Coppa Italia 1961-1962)‏ هو الموسم 15 من كأس إيطاليا. أشرف على تنظيمه اتحاد إيطاليا لكرة القدم، وكان عدد الأندية المشاركة فيه 34، وفاز فيه نادي نابولي.